# Bataille du convoi Duisburg
Seconde Guerre mondiale
Batailles
1940
- Vado
- Siège de Malte
- Club Run
- Convoi Espero
- Mers el-Kébir
- Punta Stilo
- Cap Spada
- Hurry
- Cap Passero
- MB.8
- Tarente
- Détroit d'Otrante
- White
- Cap Teulada

1941
- Excess
- Convoi AN 14
- Grog
- Abstention
- Baie de La Sude
- Cap Matapan
- Îles Kerkennah
- Crète
- Galite
- Substance
- Halberd
- Convoi Duisburg
- Cap Bon
- Syrte (1941)
- Rade d'Alexandrie

1942
- Syrte (1942)
- Calendar
- Bowery
- Albumen
- Harpoon
- Vigorous
- Pedestal
- Agreement
- Torch
- Stoneage
- Sabordage de la flotte française à Toulon
- Portcullis
- Banc de Skerki
- Olterra (navire auxiliaire)
- Raid sur Alger

1943
- Zouara
- Convoi de Cigno
- Convoi de Campobasso
- Corkscrew
- Husky
- Gela
- Scylla
- Pietracorbara
- Dodécanèse
  - Rhodes
  - Leros
  - Kos
- Convoi KMF-25A

1944
- Ist
- Raid sur Santorin
- Raid sur Symi
- Port-Cros
- La Ciotat
- Île de Pag

1945
Mer Ligure
- Convois alliés
  - convois de Malte
- Campagne des U-boote
- Campagne adriatique

La bataille du convoi Duisburg, également appelé en Italie bataille du convoi Beta, est un engagement naval entre les navires de guerre italiens et britanniques pendant la campagne de la Méditerranée, l'affrontement s'étant déroulé dans la nuit du 8 au 9 novembre 1941 au sud-ouest de la Calabre. Le convoi a été nommé « Beta » par les autorités navales italiennes, mais est communément appelé « convoi Duisburg », nommé d'après le bateau à vapeur allemand Duisburg, le plus gros navire du convoi.
La Force K de la Royal Navy a annihilé le convoi, coulant tous les navires marchands et le destroyer Fulmine en ne subissant aucune perte et quasiment aucun dommage. Le lendemain, le destroyer Libeccio a été coulé par le sous-marin britannique HMS Upholder alors qu'il ramassait des survivants.

## Arrière-plan
Les forces de l'Axe engagées dans la guerre contre les Britanniques en Afrique du Nord étaient ravitaillées à travers la Méditerranée. L'île assiégée de Malte était l'une des bases britanniques clés en Méditerranée à partir de laquelle ils pouvaient attaquer les convois de ravitaillement de l'Axe en Libye. Le mois de novembre 1941 fut le mois où les pertes des convois italiens fut le plus important, les avions et les navires alliés coulant près de 60% des navires en convoyage.

## Forces italiennes
Le convoi comprenait deux navires allemands, le SS Duisburg (7 889 t) et le SS San Marco (3 113 t), et trois italiens, le MV Maria (6 339 t), le SS Sagitta (5 153 t) et le MV Rina Corrado (5 180 t), transportant 389 véhicules, 35 026 tonnes de munitions, de carburant en barils et des troupes pour les forces italiennes et allemandes en Libye. Les pétroliers Conte di Misurata (7 599 t) et Minatitlan (5 014 t) transportaient 17 558 tonnes de carburants, dont du carburant aviation pour l'armée de l'air allemande.
Le convoi était protégé par une escorte proche et une escorte à distance.

Escorte rapprochée (capitaine Ugo Bisciani)
- Destroyers de la classe Maestrale
  - Maestrale
  - Grecale
  - Libeccio
- Destroyer de la classe Folgore
  - Fulmine
- Destroyer de la classe Turbine
  - Euro
- Destroyer de la classe Oriani
  - Alfredo Oriani

Escorte distante (vice-amiral Bruno Brivonesi)
- 3e division de croiseurs : classe Trento
  - Trieste
  - Trento
- 13e flottille de destroyers : classe Soldati
  - Granatiere
  - Fuciliere
  - Bersagliere
  - Alpino

## Forces britanniques
La Force K était composée de deux croiseurs légers armés de six canons de 6 pouces chacun et de deux destroyers armés huit canons de 4 pouces chacun. Les croiseurs et les destroyers embarquaient des torpilles de 21 pouces.

Force K (Captain William Agnew)
- Croiseurs légers de classe Arethusa
  - HMS Aurora (navire amiral)
  - HMS Penelope
- Destroyers de classe L
  - HMS Lance
  - HMS Lively

## La bataille
Le convoi italien et ses escortes quittent Naples pour Tripoli le 8 novembre 1941. Les Britanniques ont découvert, grâce à des renseignements Ultra que l’Axe était sur le point d’envoyer un gros convoi en Libye. La présence du convoi a été confirmée par un Martin Maryland lors d'une opération de reconnaissance aérienne en provenance de Malte (pilotée par Adrian Warburton (en)). La Force K reçoit donc l'ordre d'intercepter les navires de l'Axe. Au même moment, 12 bombardiers Bristol Blenheim décollés de Malte sont dépêchés au cap Spartivento pour attaquer un convoi plus petit composé de deux marchands escortés par un destroyer italien. L'un des cargos a été incendié, mais les Britanniques ont perdu deux des bombardiers abattus par l'escorte.
Les Britanniques avaient l'avantage du radar et du système de pointage nocturne dont les Italiens de disposaient pas. Après avoir localisé le convoi principal au large de Syracuse peu après minuit, ils se mirent en position, la pleine lune dessinant la silhouette du convoi. Les canons britanniques étaient dirigés par des radars, parés à tirer à une distance d'environ 5 000 mètres. Le destroyer Grecale est touché par les trois premières salves de l’Aurora et a été abandonné avec un incendie à bord. Il sera pris en remorque par l'Oriani. Les destroyers britanniques ont ensuite ouvert le feu sur l'Aurora par erreur, avant de rectifier leurs tirs sur le destroyer Maestrale, qui avait déjà été touché par le Penelope. Les mâts radio ayant été abattus, le capitaine Bisciani est dans l'incapacité de diriger l’escorte du convoi. Le destroyer Fulmine attaque les forces britanniques, touchant quelque peu le Lively, avant d'être contre-attaqué et coulé par les Lance et Penelope.

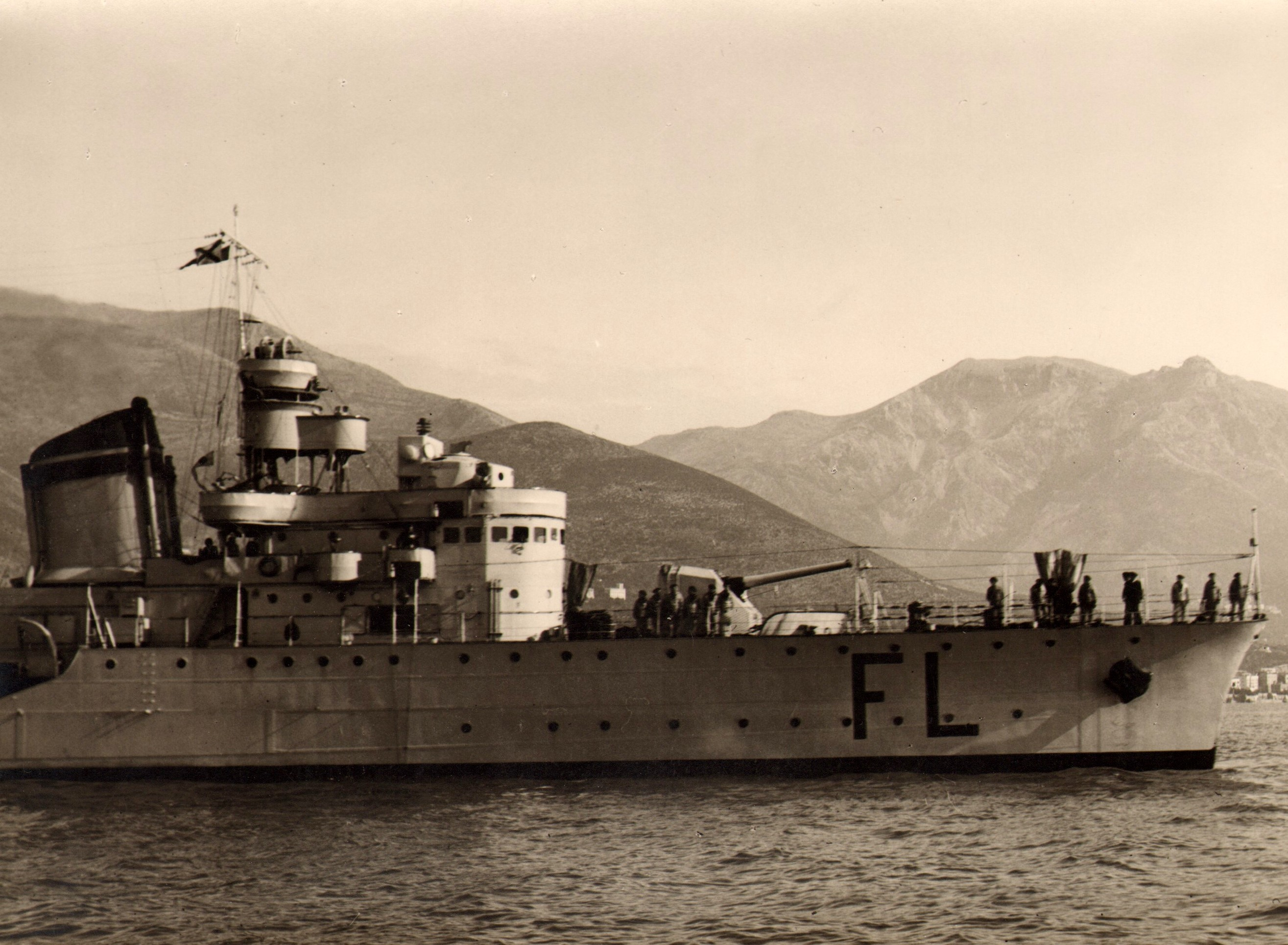
Le destroyer italien Fulmine est le seul navire de guerre coulé lors de la bataille.

La force de couverture distante, bien qu'étant qu’à neuf milles marins de distance, n'est pas intervenue en raison de la confusion et du manque d'équipement technologique permettant des tirs efficaces dans le noir. Les Britanniques ont ensuite encerclé le convoi, qui n'a pris aucune mesure d'évitement. La totalité des navires marchands sont envoyés par le fond. Les destroyers d'escorte restants du convoi ont tenté d'engager la force britannique en utilisant de la fumée pour se couvrir, sans succès. Les Britanniques se retirèrent à Malte à grande vitesse et furent inutilement poursuivis par la force de couverture. Au total, la Force K coula quelque 39 800 tonnes de navires de l'Axe en ne subissant aucune perte. Les Allemands étaient furieux de l'issue de la bataille et deux commandants italiens furent relevés de leurs fonctions, dont Bruno Bivonesi, commandant la 3e division de croiseurs. Il fut nommé Commandant militaire maritime de Sardaigne et par le hasard, fut le geôlier de celui qui l'envoya en disgrâce : Mussolini, prisonnier alors sur l'archipel de La Maddalena.